# 皮埃尔韦尔
皮埃尔韦尔（法語：Pierrevert，法語發音：[pjɛʁvɛʁ]）是法国上普罗旺斯阿尔卑斯省的一个市镇，属于福卡尔基耶区。

## 地理
皮埃尔韦尔（43°48'41"N, 5°44'58"E）面积27.9 平方千米，位于法国普罗旺斯-阿尔卑斯-蓝色海岸大区上普罗旺斯阿尔卑斯省，该省份为法国东南部内陆省份，北起上阿尔卑斯省，西接沃克吕兹省，西北接德龙省，南至瓦尔省，东临滨海阿尔卑斯省，东北部与意大利接壤。
与皮埃尔韦尔接壤的市镇（或旧市镇、城区）包括：普罗旺斯地区科比耶尔、马诺斯克、蒙菲龙、圣蒂勒、茹尔当堡、博蒙德佩尔蒂。

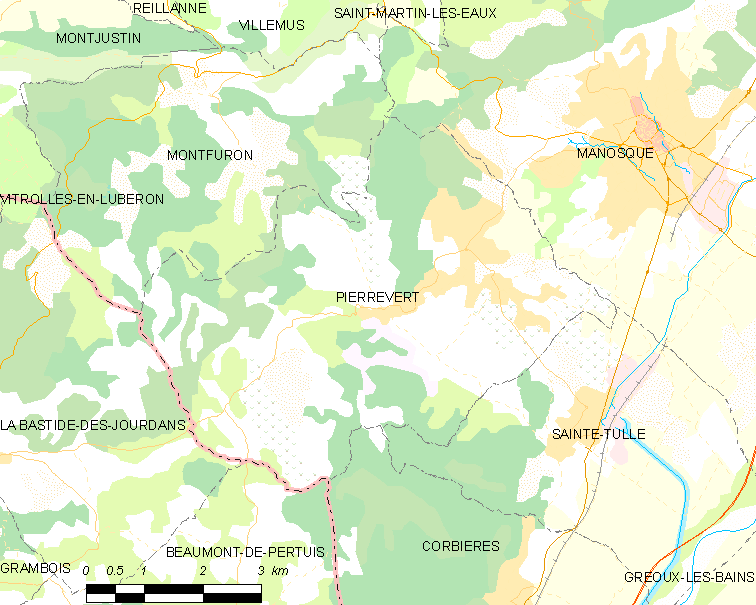
皮埃尔韦尔的OSM定位图

皮埃尔韦尔的时区为UTC+01:00、UTC+02:00（夏令时）。

## 行政
皮埃尔韦尔的邮政编码为04860，INSEE市镇编码为04152。

## 政治
皮埃尔韦尔所属的省级选区为马诺斯克第一县。

## 人口

皮埃尔韦尔1962-2008年间人口变化图示

皮埃尔韦尔于2022年1月1日时的人口数量为3943人。